# Thomas Francis Bayard
Thomas Francis Bayard (29 de octubre de 1828, Wilmington, Delaware - 28 de septiembre de 1898, Dedham, Massachusetts) fue un abogado, estadista y diplomático estadounidense.
Nació en una familia dedicada a la política, tomó el lugar de su padre en la cámara alta como senador de Delaware entre 1869 y 1885. Se desempeñó como secretario de estado de 1885 a 1889 y fue el primer representante estadounidense que ocupó el cargo de embajador en Gran Bretaña desde 1893 hasta 1897. Siendo un gran mediador, fue muy crítico de la posición hostil del presidente Grover Cleveland sobre la disputa que mantenían la Gran Bretaña y Venezuela, respecto al límite fronterizo de esta última y la Guyana Británica.